# Trinidad (Casanare)

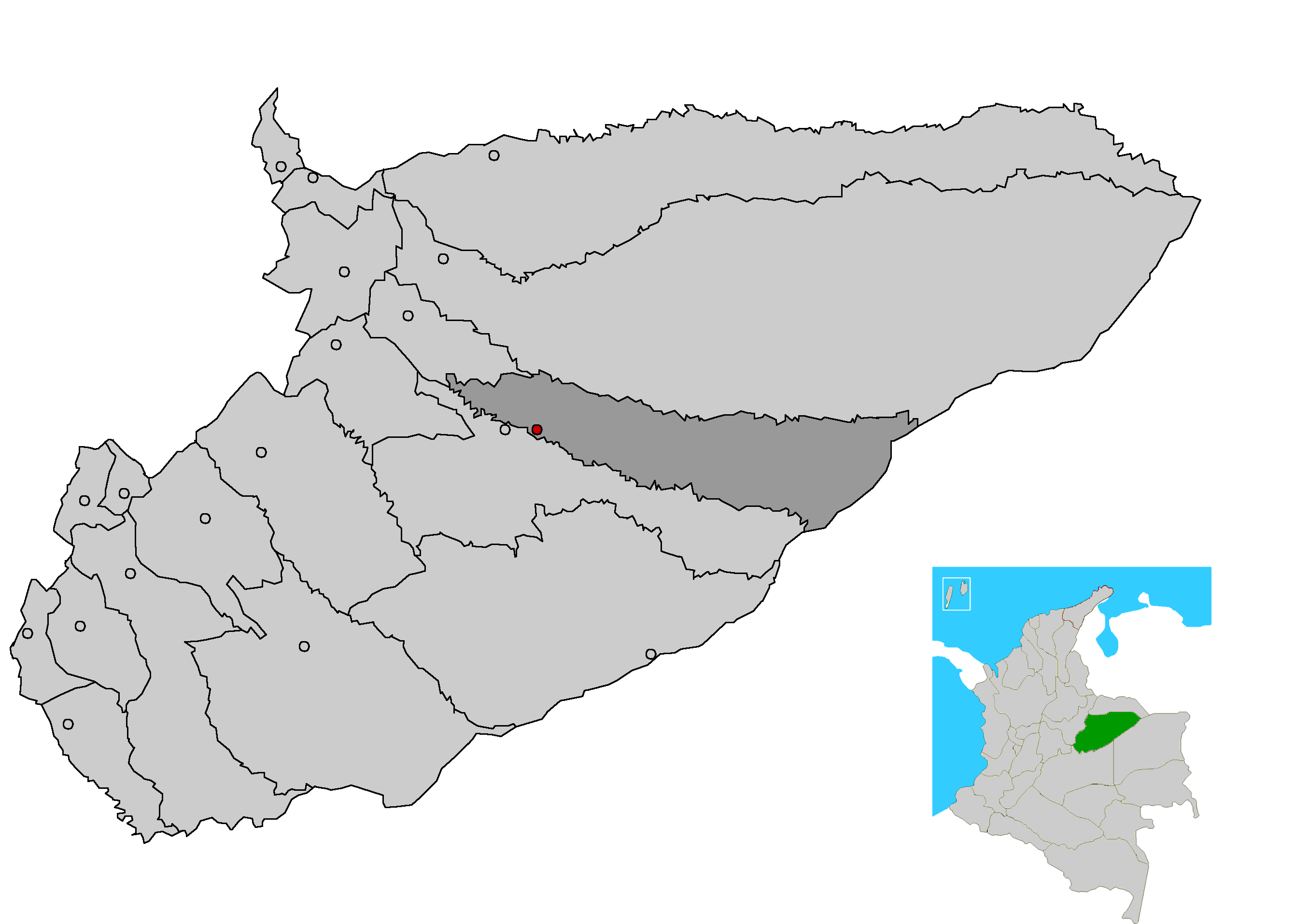
Imagem representando a localização cartográfica do município e cidade de Trinidad no departamento de Casanare, Colômbia

Trinidad é um município da Colômbia, localizado no departamento de Casanare.